# سوق اللحامين (القدس)
سوق اللّحامين، هي إحدى أسواق العريقة والقديمة ويقع في القدس في البلدة القديمة، وتُعدُّ جزءا ممّا يُسمّى "السّوق الثّلاثي" الّذي يشمل كلّ من: "سوق اللّحامين"، و"سوق العطّارين"، و"سوق الخواجات". 
سوق اللّحامين تبدأ من سوق البازار في الشّرق وتسير إلى سوق النّحّاسين في الشّمال، وهي سوق قديمة ومغطّاة، ويوجد في سقفها نوافذ للتّهوية والإضاءة. عرف بهذا الإسم لوجود كثير من محلات بيع اللّحوم الطّازجة والأسماك، حيث يتوافد أهل المدينة لشراء حاجياتهم من اللّحوم من هذا السّوق، وهو موازي لسوق العطّارين وله منفذ لهذا السّوق.
ويحتوي سوق اللّحامين على 100 محل تجاريّ اختصّت جميعها قديمًا ببيع اللّحوم، لكن ملامح السّوق بدأت تتغيّر تدريجيًّا ولم تعدّ المحّلات فيه تختصّ بالّلحوم فقط، بل تحوّل بعضها لبيع الأدوات المنزليّة والصّوف، وأخرى لبيع الخضراوات والفواكة، إضافة لمطاعم شعبيّة صغيرة. أدّى تدهور الوضع الاقتصاديّ والماديّ والإجراءات الأمنيّة المشدّدة والضّرائب الصّهيونيّة الباهظة؛ إلى إغلاق أصحاب المحال نحو ٩٠٪ من هذه المحال تحت ضغط الدّيون المتراكمة وقلّة المتردّدين على السّوق في ظلّ الوضع الصّعب.